# Laurence Martin
Sir Laurence Woodward Martin (* 30. Juli 1928 in St Austell; † 24. April 2022) war ein britischer Militärpilot und Politikwissenschaftler.

## Leben
Martin besuchte die St. Austell Grammar School und studierte dann am Christ’s College der University of Cambridge (BA, MA) und der Yale University (MA, PhD). Von 1948 bis 1951 war er Pilot bei der  Royal Air Force.
Ab 1955 war er Instructor für Politikwissenschaft an der Yale University. 1956 wurde er Assistant Professor am Massachusetts Institute of Technology (MIT) in Cambridge, Massachusetts und 1961 Associate Professor für European Diplomacy an der Johns Hopkins University in Baltimore, Maryland. 1958/59 war er Rockefeller Fellow for Advanced Study. 1964 wechselte er als Woodrow Wilson Professor of International Politics an die University of Wales, Aberystwyth und 1968 an das King’s College London. Dort leitete er das Department of War Studies. 1978 wurde er Vice-Chancellor der Newcastle University. Ab 1991 war er Professor Emeritus.
1981 war er Lees Knowles Lecture in Cambridge und Reith Lecturer (BBC). Von 1985 bis 1990 war er Visiting Professor an der University of Wales. Von 1991 bis 1996 stand er dem Royal Institute of International Affairs in London vor. 1998 übernahm er den Arleigh A. Burke Chair in Strategy am CSIS in Washington, D.C. 2010 war er Bodichon Fellow am Girton College der University of Cambridge. Darüber hinaus gehörte er dem Editorial Board des Journal of Strategic Studies an.
1987 wurde er Deputy Lieutenant von Tyne and Wear.
Martin war verheiratet und Vater von zwei Kindern.

## Auszeichnungen und Ehrungen
- 1991: Hon. DCL, University of Newcastle
- 1994: Knight Bachelor
- 2011: Hon. Fellow Girton College der University of Cambridge

## Schriften (Auswahl)
- Peace Without Victory, 1958
- The Sea in Modern Strategy, 1967
- Arms and Strategy, 1973
- The Two Edged Sword, 1982
- The Changing Face of Nuclear War, 1987
- British Foreign Policy, 1997